# Aglaocetus
Genre
Aglaocetus est un genre fossile de mysticètes datant du Miocène de Patagonie et de Belgique. Il a été considéré comme un membre des Cetotheriidae, avec d'autres cécothères présumés, mais a été récemment reconnu comme appartenant à la famille des Aglaocetidae, un groupe différent des vrais Cetotheriidae.

## Espèces

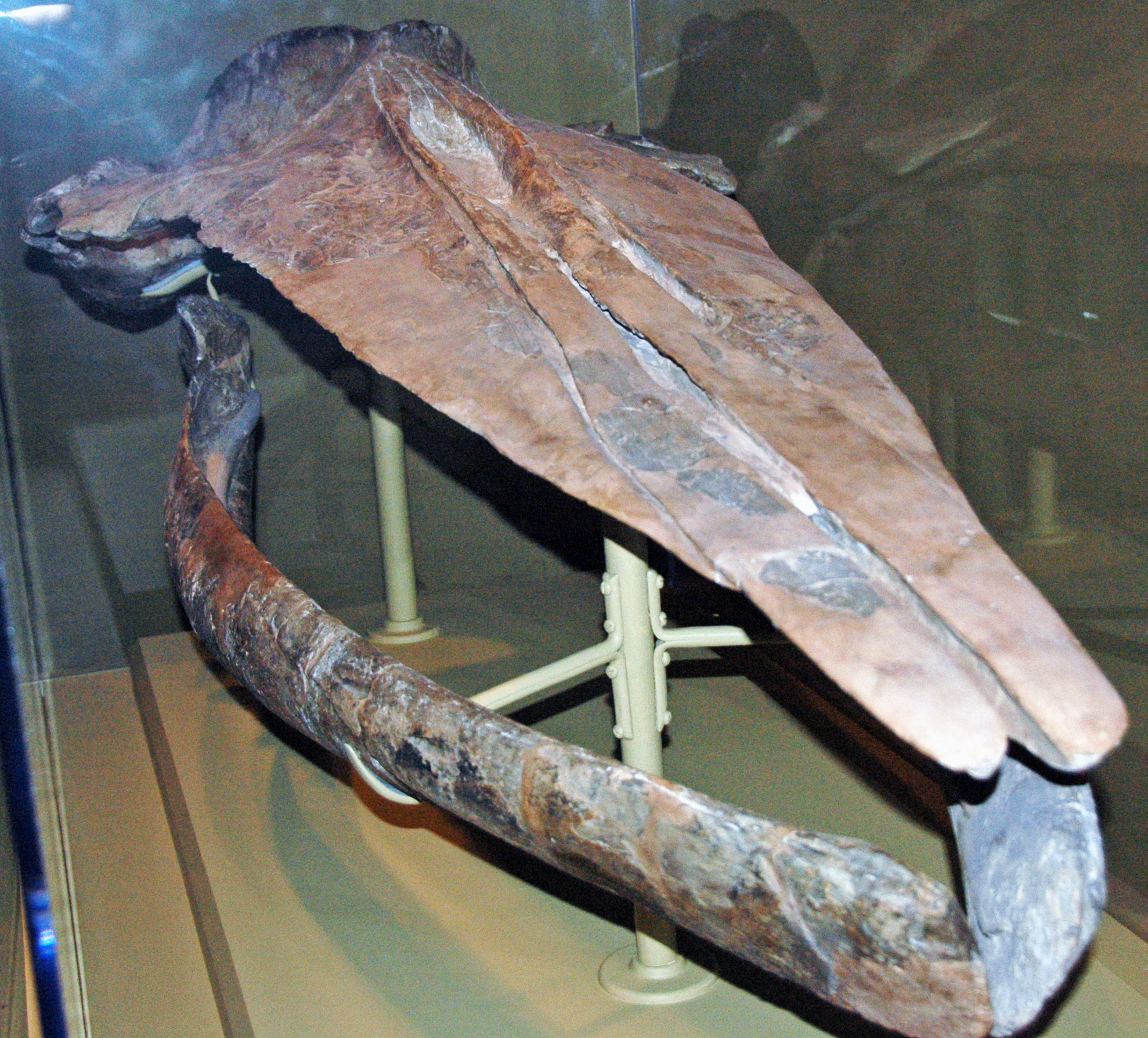
Vue frontale d'un crâne de A. moreni.

Il y a quatre espèces valides actuellement reconnues : Aglaocetus moreni, A. latifrons, A. burtini, et A. rotundus,,,.
L'espèce type, Aglaocetus moreni, fut d'abord décrite comme une espèce de Cetotherium, mais fut plus tard reconnue comme distincte. Aglaocetus patulus, décrit à partir de la formation inférieure de Calvert de la région de Chesapeake en 1968, est maintenant affecté au genre Atlanticetus,.